# 25105 Kimnayeon
25105 Kimnayeon è un asteroide della fascia principale. Scoperto nel 1998, presenta un'orbita caratterizzata da un semiasse maggiore pari a 2,7416662 UA e da un'eccentricità di 0,0559039, inclinata di 6,89271° rispetto all'eclittica.